# Сьюдад-Гусман
Сьюда́д-Гусма́н (исп. Ciudad Guzmán), до 1856 года — Сапотлан-эль-Гранде (исп. Zapotlán el Grande) — город в Мексике, в штате Халиско, входит в состав муниципалитета Сапотлан-эль-Гранде и является его административным центром. Численность населения, по данным переписи 2020 года, составила 111 975 человек.

## История
В 1532 году в Туспан прибыл монах Хуан де Падилья, занявшийся евангелизацией населения долины Цапотлан.
15 августа 1533 года он основал поселение Санта-Мария-де-ла-Асунсьон-де-Сапотлан (исп. Santa María de la Asunción de Zapotlán), начав со строительства глинобитной часовни.
2 июня 1788 года поселение получило название Сапотлан-эль-Гранде (исп. Zapotlán el Grande), 27 марта 1824 года он получил статус города, а 19 апреля 1856 года был переименован в Сьюда́д-Гусма́н, в честь генерала Гордиано Гусмана.
Город несколько раз подвергался сильным землетрясениям: в 1568, 1806, 1911, 1985 и 1995 годах.
11 февраля 1869 года в Сьюдад-Гусмане заработал телеграф.
10 марта 1896 года началось строительство железной дороги, а 10 июля 1901 года на станцию прибыл первый пассажирский состав.

## Расположение
Сьюдад-Гусман расположен в 130 км к югу от столицы штата, города Гвадалахара, в месте слияния региональной автодороги 401 и федеральной трассы 54D.

## Население
| Год  | Численность | Численность |
| ---- | ----------- | ----------- |
| 2000 | 85 118      | [ 8 ]       |
| 2010 | 97 750      | [ 9 ]       |
| 2020 | 111 975     | [ 10 ]      |